# Apteroloma plutenkoi
Apteroloma plutenkoi  (лат.) — вид жуков-агиртидов из подсемейства Pterolomatinae. Распространён в Приморском крае, в России.
Длина тела взрослых насекомых около 7,5 мм. Тело коричневое, задняя половина головы немного темнее. Представители данного вида характеризуются следующими признаками:
- надкрылья почти округлые; ширина надкрылий почти равна их длине;
- крылья совершенно отсутствуют;
- боковые края переднеспинки не окаймлены; передние углы переднеспинки с закруглёнными вершинами; основание переднеспинки прямое с тремя ямками, что характерно для представителей рода Pteroloma;
- от представителей рода Pteroloma отличается строением габитуса.